# Minineptunus

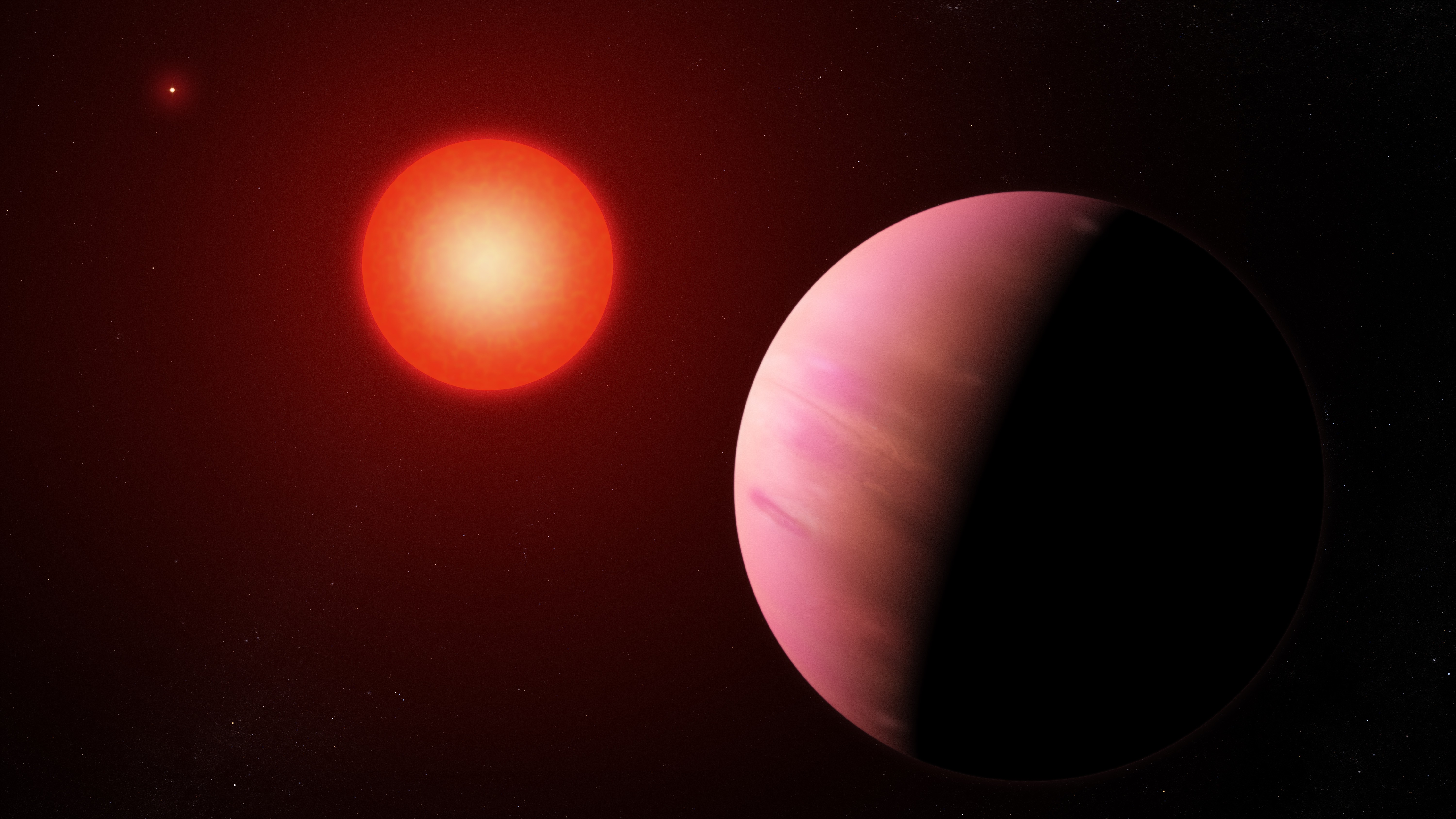
K2-288Bb är en potentiel minineptunus.

En minineptunus kallas en exoplanet som har en massa som är betydligt mindre än Neptunus och Uranus, men som ändå liknar Neptunus med den tjocka atmosfären. Det är möjligt att de har en tjock atmosfär av väte och helium överst och djupa hav med vatten, ammoniak, och tyngre gaser under, men det är inte bekräftat. 
De skiljer sig från de så kallade superjordar, som består av sten.

### Fotnoter
1. ↑  Optical to near-infrared transit observations of super-Earth GJ1214b: water-world or mini-Neptune?,
E.J.W. de Mooij (1), M. Brogi (1), R.J. de Kok (2), J. Koppenhoefer (3,4), S.V. Nefs (1), I.A.G. Snellen (1), J. Greiner (4), J. Hanse (1), R.C. Heinsbroek (1), C.H. Lee (3), P.P. van der Werf (1),
2. ↑  Architecture of Kepler's Multi-transiting Systems: II. New investigations with twice as many candidates, Daniel C. Fabrycky, Jack J. Lissauer, Darin Ragozzine, Jason F. Rowe, Eric Agol, Thomas Barclay, Natalie Batalha, William Borucki, David R. Ciardi, Eric B. Ford, John C. Geary, Matthew J. Holman, Jon M. Jenkins, Jie Li, Robert C. Morehead, Avi Shporer, Jeffrey C. Smith, Jason H. Steffen, Martin Still
3. ↑  When Does an Exoplanet’s Surface Become Earth-Like?, blogs.scientificamerican.com, 20 juni 2012